# Maria Anikanova
Maria Anikanova (Russisch: Мария Аниканова) (1916 - 2005) was een schaatsster uit de Sovjet-Unie. Ze won de zilveren medaille tijdens de wereldkampioenschappen schaatsen in 1952.

## Resultaten

### Wereldkampioenschappen
| Jaar | Jaar     | Plaats      | Resultaten       | Resultaten                              |
| ---- | -------- | ----------- | ---------------- | --------------------------------------- |
| 1949 | Allround | Kongsberg   | 9e Allround      | 8e 500 m 10e 1000 m 8e 3000 m 8e 5000 m |
| 1950 | Allround | Moskou      | 5e Allround      | 8e 500 m 9e 1000 m 10e 3000 m 5e 5000 m |
| 1951 | Allround | Eskilstuna  | Niet deelgenomen | Niet deelgenomen                        |
| 1952 | Allround | Kokkola     | Allround         | 6e 500 m 4e 1000 m 1e 3000 m 3e 5000 m  |
| 1953 | Allround | Lillehammer | 8e Allround      | 6e 500 m 9e 1000 m 7e 3000 m 7e 5000 m  |

### USSR kampioenschappen
| Jaar | Resultaten                      | Resultaten                               |
| ---- | ------------------------------- | ---------------------------------------- |
| 1939 | 6e Allround                     | 3e 500 m - 1000 m - 3000 m - 5000 m      |
| 1940 | 5e Allround                     | - 500 m - 1000 m - 3000 m - 5000 m       |
| 1941 | Allround                        | 3e 500 m 3e 1000 m 2e 3000 m 2e 5000 m   |
| 1942 | Kampioenschap werd niet gereden | Kampioenschap werd niet gereden          |
| 1943 | Allround                        | 3e 500 m - 1000 m 3e 3000 m - 5000 m     |
| 1944 | Allround                        | - 500 m - 1000 m 3e 3000 m 2e 5000 m     |
| 1945 | 4e Allround                     | - 500 m - 1000 m - 3000 m 4e 5000 m      |
| 1946 | 9e Allround                     | 10e 500 m 12e 1000 m 6e 3000 m 8e 5000 m |
| 1947 | Niet deelgenomen                | Niet deelgenomen                         |
| 1948 | - Allround                      | 6e 500 m - 1000 m - 3000 m 2e 5000 m     |
| 1949 | 6e Allround                     | 11e 500 m 9e 1000 m 6e 3000 m 5e 5000 m  |
| 1950 | 8e Allround                     | 8e 500 m 6e 1000 m 8e 3000 m 6e 5000 m   |
| 1951 | Niet deelgenomen                | Niet deelgenomen                         |
| 1952 | - Allround                      | 18e 500 m 23e 1000 m 4e 3000 m 2e 5000 m |
| 1953 | 8e Allround                     | 13e 500 m 8e 1000 m 12e 3000 m 7e 5000 m |
| 1954 | - Allround                      | - 500 m - 1000 m 7e 3000 m - 5000 m      |

## Persoonlijke records
| Afstand    | Tijd    | Datum           | Baan     |
| ---------- | ------- | --------------- | -------- |
| 500 meter  | 49,20   | 9 januari 1952  | Alma-Ata |
| 1000 meter | 1.38,80 | 23 januari 1953 | Alma-Ata |
| 1500 meter | 2.40,50 | 15 maart 1952   | Kirov    |
| 3000 meter | 5.25,70 | 9 januari 1952  | Alma-Ata |
| 5000 meter | 9.21,70 | 23 januari 1953 | Alma-Ata |